# Biraj Maharjan
Biraj Maharjan (nep. बिराज महर्जन, ur. 18 września 1990 w Katmandu) – nepalski piłkarz występujący na pozycji obrońcy w nepalskim klubie Butwal Lumbini. Były reprezentant Nepalu i rekordzista pod względem występów w kadrze.

## Kariera klubowa
Maharjan karierę rozpoczynał w 2006 w zespole New Road Team z Martyr's Memorial A Division League. Występował w nim w nim przez 4 lata. W 2011 roku odszedł do Three Star Club, w którym grał 3 lata. W latach 2019–2021 grał dla Machhindra FC. Od kwietnia 2021, jest zawodnikiem Butwal Lumbini.

## Kariera reprezentacyjna
W reprezentacji Nepalu Maharjan zadebiutował w 2008. Karierę reprezentacyjną zakończył w 2021. 